# Płatność transferowa
Płatności transferowe, transfery – przepływy pieniężne pomiędzy podmiotami gospodarki, które nie rodzą obowiązku wzajemnego świadczenia ze strony podmiotu, który otrzymuje środki pieniężne od innego podmiotu. 
Przepływy te mają charakter redystrybucyjny i należą do nich m.in.:
- subwencje rządowe dla budżetów lokalnych przedsiębiorstw państwowych i komunalnych,
- dofinansowanie wybranych podmiotów, branż czy regionów,
- podatki i opłaty na rzecz budżetu państwa i budżetów samorządowych,
- emerytury,
- renty,
- zasiłki.

Transferami jest wiele wydatków publicznych. Są one wykorzystywane m.in. do ochrony miejsc pracy, grup najsłabszych ekonomicznie i nieefektywnych dziedzin działalności, ale niezbędnych do funkcjonowania państwa. W sektorze prywatnym przykładami transferów są m.in. darowizny na cele charytatywne i nagrody w loteriach pieniężnych.
Płatności transferowe tym różnią się też od przepływów ekwiwalentnych, że nie są regulowane przez mechanizmy rynkowe, lecz przez normy prawne ustalane przez podmioty publiczne.